# ديكومانو
ديكومانو هي كومونا (بلدية) تقع في العاصمة فلورنسا في منطقة توسكانا الإيطالية ، وتقع على بعد حوالي 25 كيلومتر (16 ميل) شمال شرق فلورنسا.
تقع ديكومانو على حدود البلديات التالية: لوندا ، روفينا ، سان جودينزو ، فيتشيو .